# Kühlungsborn
Kühlungsborn, Ostseebad – miasto uzdrowiskowe w Niemczech, w kraju związkowym Meklemburgia-Pomorze Przednie, w powiecie Rostock.

## Historia

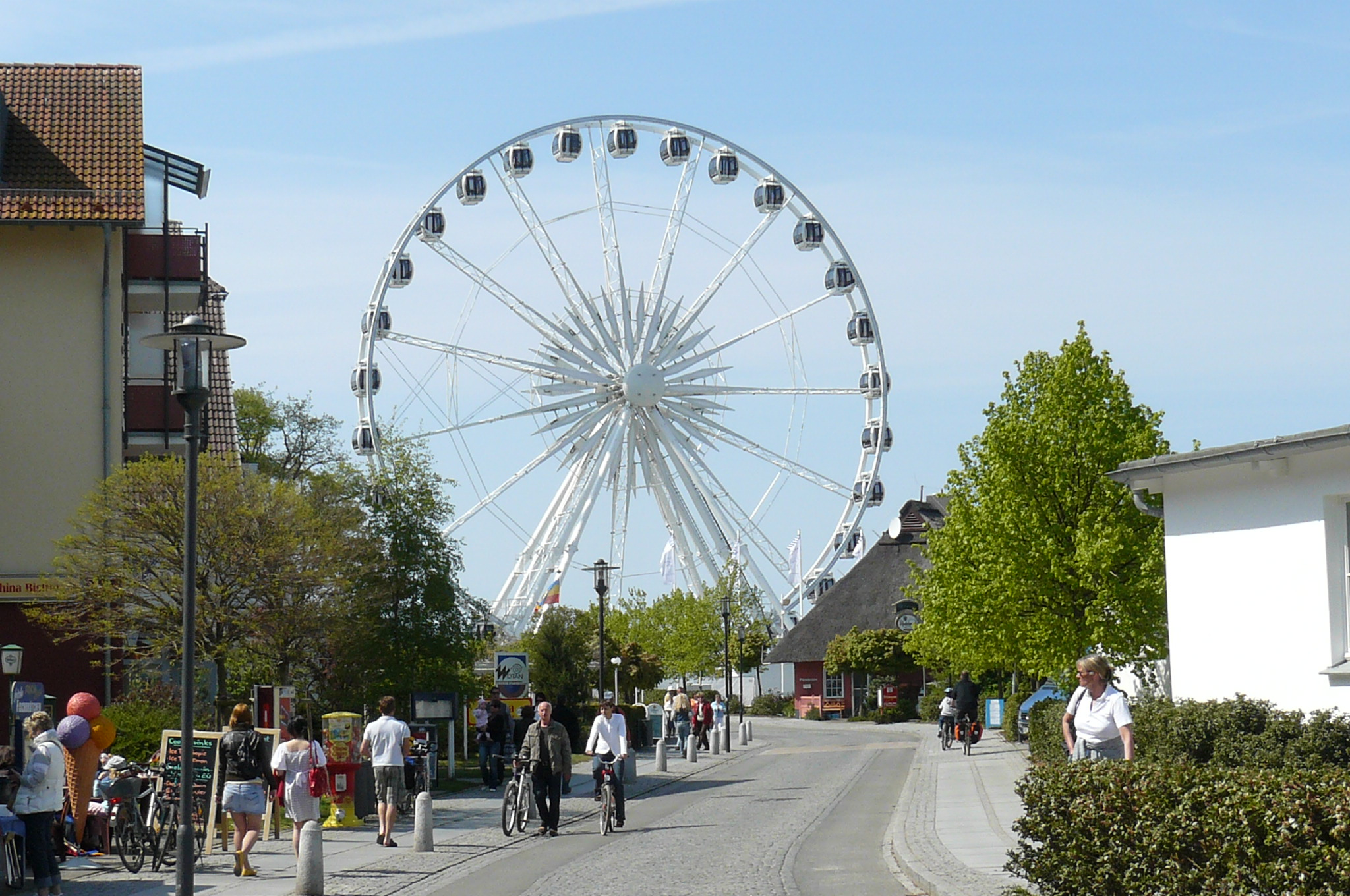
Centrum Kühlungsborn

Miasto Kühlungsborn powstało 1 kwietnia 1938 roku wraz z połączeniem trzech gmin Fulgen, Brunshaupten i Arendsee. Na herbie miasta widnieją trzy latające mewy na niebieskim tle, które reprezentują dawne gminy.
W 1953 roku rząd NRD częściowo wywłaszczył i arbitralnie znacjonalizował wiele hoteli i pensjonatów w mieście podczas tzw. „Różanej akcji”. Ponad 50 z tych instytucji zostało przekształconych w wakacyjne i uzdrowiskowe ośrodki wypoczynkowe dla obywateli NRD, które były kontrolowane przez Wolne Niemieckie Związki Zawodowe.
W latach 1958–1990 w Kühlungsborn stacjonowało około stu żołnierzy marynarki DDR (Volksmarine).
Po zjednoczeniu Niemiec historyczne centrum Kühlungsborn zostało gruntownie odrestaurowane. Jednak w 1994 roku w ramach tego przedsięwzięcia zburzono 26 zabytkowych budynków, przykładów tzw. architektury kąpieliskowej (Bäderarchitektur), takich jak Arendseer Kurhaus ukończony w 1906 roku.
W latach 2002–2004 wybudowano nową przystań jachtową w Kühlungsborn Ost z 400 miejscami do cumowania. W 1991 roku ukończono odbudowę 240-metrowego mola przy promenadzie nadmorskiej, która w 2007 roku została odnowiona.

## Zabytki
- Bäderbahn Molli, kolej wąskotorowa łącząca Bad Doberan i Ostseebad Kühlungsborn West oddana do użytku w 1886 roku, obsługiwana głównie przez lokomotywy parowe.
- Wczesnogotycki kościół św. Jana w Kühlungsborn-Ost z XIII wieku.
- 240 metrowe molo, odbudowane w 1991 roku.
- Strażnica w pobliżu molo. Jedna z ostatnich zachowanych wschodnioniemieckich wież granicznych.
- Promenada nadmorska o długości około 3200 metrów
- Zabytkowy wiatrak znajdujący się na terenie dawnej gminy Brunshaupten, powstał w 1791 roku.

## Współpraca międzynarodowa
Miasto zawarło następujące umowy partnerskie:
- Büsum, Szlezwik-Holsztyn
- Grömitz, Szlezwik-Holsztyn
- Zielenogradsk, Rosja